# Louis-Hercule de Lévis de Ventadour
Louis-Hercule de Lévis de Ventadour, mort en janvier 1679, est un prélat français du XVIIe siècle, évêque de Mirepoix.

## Biographie
Louis-Hercule est le sixième fils  d'Anne de Lévis, duc de Ventadour, comte de La Voulte, pair de France, et de Marguerite de Montmorency, et le frère d'Anne de Lévis de Ventadour, archevêque de Bourges. Il est abbé de Saint-Martin-aux-Bois. Il est consacré évêque de Mirepoix en 1655.